# Grounded (video game)
Grounded er et overlevelsesvideospil udviklet af Obsidian Entertainment og udgivet af Xbox Game Studios. Den blev udgivet til Windows og Xbox One med tidlig adgang i juli 2020.

## Gameplay
Grounded er et overlevelsesspil, der kan spilles enten i førsteperson eller i tredjeperson. I spillet er hovedpersonen krympet til størrelsen af en myre og skal stræbe efter at overleve i en baghave. I spillet skal spillerens karakter indtage en passende mængde mad og vand, ellers vil ens karakter miste helbred på grund af henholdsvis sult eller dehydrering. Baghaven er fyldt med forskellige insekter, såsom edderkopper, bier, støvmider og mariehøns. Forskellige insekter tjener forskellige formål i spillet. For eksempel er edderkopper et af spillets top-rovdyr, der vil jagte spillerne, mariehøns kan føre spillere til fødekilder, og bladlus kan koges og indtages som mad. Spillere kan også klippe græs for at samle dugdråber. Spillet har en tilgængelighedsmulighed for spillere, der har araknofobi, som giver spillerne mulighed for at bestemme, hvor skræmmende edderkopper vil være i spillet.
Efterhånden som spillerne går videre i spillet, vil de besøge nye områder i baghaven. Spillets sværhedsgrad ville langsomt stige, og fjender, der er mere farlige, ville blive introduceret. I løbet af spillet skal spillere finde ressourcer i verden for at konstruere en base, så de kan forsvare sig mod fjendtlige fjender, især om natten, da nogle af insekterne bliver mere aggressive. Ressourcerne kan også bruges til at fremstille forskellige værktøjer, fælder og våben, såsom økser, spyd og buer og pile for at besejre fjender. Spillere skal også styre deres udholdenhed, da den spilbare karakter kan blive udmattet i vedvarende kamp. Spillet kan spilles solo, selvom det også har en cooperativ multiplayer-tilstand for fire spillere.

## Historie
Historien foregår i begyndelsen af 1990'erne og følger en gruppe teenagere, der skal opdage, hvorfor de er blevet krympet til størrelsen af en myre.

## Udvikling
Efter udgivelsen af Pillars of Eternity II: Deadfire begyndte holdet hos Obsidian Entertainment at brainstorme idéer til et overlevelsesspil. Mens størstedelen af personalet i Obsidian arbejdede på The Outer Worlds, begyndte et lille team på 13 personer produktionen af Grounded. Spillet var allerede i produktion før Microsofts opkøb af Obsidian i 2018. Annonceret af Xbox Game Studios på X019 i november 2019, blev spillet udgivet den 28. juli 2020 til Steams tidlige adgang og Xbox Game Preview. Den tidlige version vil indeholde omkring 20 % af spillets hovedkampagne, og Obsidian planlagde at lytte til feedback fra fællesskabet, da de fortsatte med at arbejde hen imod spillets fulde udgivelse i 2021. Den tidlige adgangsversion samlede 5 millioner spillere inden for 6 måneder efter udgivelsen.
Holdet var inspireret af film som Disneys Græsrødderne. For at vide mere om forskellige typer insekter, så holdet også lange videoklip på YouTube produceret af insektentusiaster. Holdet valgte baghaven som spillets rammer, da holdet følte, at det var et genkendeligt og tilgængeligt sted. De mente også, at en baggård også kan være "større end livet" og have en "virkelig følelse af fare". Spillets instruktør, Adam Brennecke, sammenlignede omgivelserne med en "temapark", da holdet tilføjede adskillige vartegn til verden i et forsøg på at gøre det mere interessant.
Holdet forestillede sig en spilverden, der var interagerbar, og at spillernes handlinger ville ændre verdens tilstand. Brennecke tilføjede, at spillet ville indeholde en "mindeværdig" historie som andre Obsidians spil. Holdet arbejdede meget på insekters kunstige intelligens, som styrer deres adfærd. For eksempel er myrer nysgerrige efter spillerens karakter og angriber ikke i starten. Men hvis spilleren bygger en base omkring deres mad, eller spillerens karakter bliver stærkere, og myrerne begynder at se dem som en trussel, vil de angribe spillerne.

## Reception
Den blev nomineret til Innovation in Accessibility ved The Game Awards 2020. Fra februar 2022 havde spillet tiltrukket mere end 10 millioner spillere.

## Eksterne links
- Officiel hjemmeside